# 安托萬-路易·巴里
安托万-路易·巴里（法語：Antoine-Louis Barye，法語發音：[ɑ̃twan lwi baʁi]；1795年9月24日—1875年6月25日）是一位浪漫法國雕塑家，以其動物雕塑的作品而聞名。他的兒子是著名的雕塑家阿爾弗雷德·巴里。安托万-路易·巴里的雕塑由他的儿子阿尔弗雷德·巴里制作，几十年来他被迫不能署上自己的名字，直到父子关系破裂。

## 生平
安托万-路易·巴里出生於法國巴黎，像許多浪漫主義時期的雕塑家一樣，他的職業生涯始於金匠。他首先在父親皮埃爾（Pierre）手下工作。1810年左右，他在雕塑家拿破崙金匠马丁-纪尧姆·比耶奈手下工作。1816年，他師從雕塑家弗朗索瓦·约瑟夫·博西奥和畫家安托万-让·格罗男爵，並於1818年考入巴黎美術學院。但直到1823年，在為金匠埃米爾·福科尼耶（Emile Fauconnier）工作時，他通過觀察植物園中的動物，才發現了自己真正的偏愛，他用鉛筆畫對它們進行了認真的研究，堪比德拉克洛瓦的作品，然後將它們塑造成雕塑。
1819年，當巴里在巴黎美術學院學習時，他雕刻了一個名為“克羅塔納的米洛被獅子吞噬”的作品，其中獅子咬住了米洛的左大腿。米洛是1819年獎章比賽的官方主題，巴里在比賽中獲得了榮譽獎。
1820年，巴里雕刻了赫拉克勒斯與厄律曼索斯野豬，描繪了赫拉克勒斯的第四次任務，他必須從厄律曼索斯山捕獲一頭活野豬。
1854年，他被任命為國立自然史博物館繪畫教授，並於1868年被選為法蘭西藝術院院士。

## 外部連結
- A Gallery Rotation of 50 bronze sculptures by Antone Louis Barye （页面存档备份，存于）
- Antoine-Louis Barye at Hill-Stead Museum, Farmington, Connecticut
- R. W. Norton Art Gallery: Antoine-Louis Barye's Biography
- Antoine-Louis Barye – Rehs Galleries' biography on the artist.
- Daumier Drawings （页面存档备份，存于）, an exhibition catalog from The Metropolitan Museum of Art (fully available online as PDF), which contains material on Barye (see index)